# Montealegre de Campos
Montealegre de Campos è un comune spagnolo di 138 abitanti situato nella comunità autonoma di Castiglia e León.